# سوئن توآبو
سوئن توآبو (دانمارکی: Søren Thorborg; ۱۰ مارس ۱۸۸۹ – ۳۱ ژوئیهٔ ۱۹۷۸) ژیمناست هنری اهل دانمارک بود.